# Strathclair (municipalité rurale)
Strathclair est une municipalité rurale du Manitoba située au centre-ouest de la province. La population de la municipalité s'établissait à 744 personnes en 2011.

## Territoire
Les communautés suivantes sont comprises sur le territoire de la municipalité rurale:
- Newdale

## Référence
- (en) Cet article est partiellement ou en totalité issu de l’article de Wikipédia en anglais intitulé « Rural Municipality of Strathclair » (voir la liste des auteurs).